# Concierto de aficionados
Concierto de aficionados (en portugués: Concerto de Amadores) es una pintura de Columbano Bordalo Pinheiro, realizada en 1882.   

## Descripción
La pintura es un pintura al óleo con unas dimensiones de 220 x 300 centímetros. Es en la colección de la Museo de Chiado, en Lisboa.

## Análisis
Esta pintura muestra cinco personas cantando y tocando.

## Europeana 280
En abril de 2016, la pintura Concierto de aficionados fue seleccionada como una de las diez más grandes obras artísticas de Portugal por el proyecto Europeana.